# Talbot (azienda)
La Talbot è stata una casa automobilistica britannico-francese. Nata nel Regno Unito agli inizi del XX secolo, rimase attiva, attraverso varie vicissitudini, fino a metà degli anni novanta.

## Storia

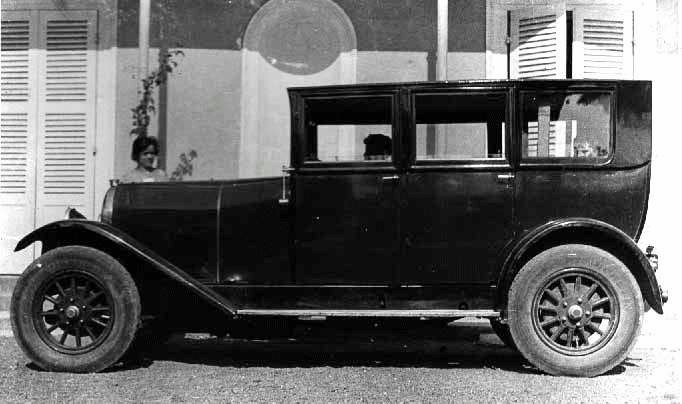
Talbot degli anni '20

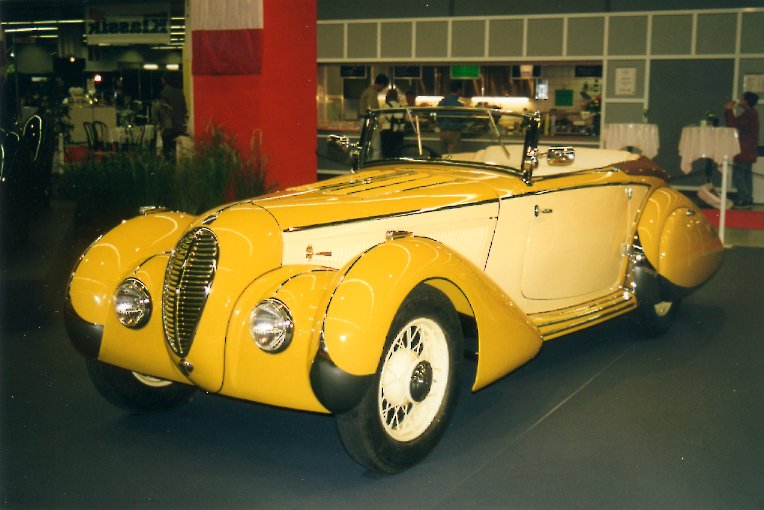
Talbot T120

La Talbot fu fondata nel 1903 dal francese Adolphe Clément, con il supporto finanziario del nobile britannico Lord Charles Chetwynd-Talbot. L'obiettivo di questa azienda era quello di importare nel Regno Unito le autovetture francesi della Clément-Bayard, una Casa automobilistica d'inizio Novecento. L'avventura commerciale di questa Casa cominciò però ufficialmente nel 1905, con il nome di Clément-Talbot.
Durante gli anni della prima guerra mondiale, la Clément-Talbot si dedicò alla produzione di ambulanze, dopo di che, nel 1919, uscendo economicamente provata dal conflitto, fu acquistata dalla Darracq, uno dei marchi più importanti del periodo pionieristico dell'automobile. Assieme alla Talbot fu acquistata anche un'altra azienda automobilistica britannica, la Sunbeam. Le auto prodotte in quell'anno dalla Talbot furono rimarchiate come Darracq-Talbot, mentre nel 1920 fu fondato il Gruppo Sunbeam-Talbot-Darracq, o semplicemente STD, il quale continuò parallelamente la sua opera di produzione sia nel Regno Unito che in Francia. Gli anni venti furono un periodo decisamente positivo per il gruppo: dopo aver assunto lo svizzero Georges Roesch, cominciò un periodo di grandi soddisfazioni sia dal punto di vista commerciale, grazie a modelli di successo come la Talbot 105 e la 14/45 HP, sia per i successi in campo sportivo grazie a piloti come John Cobb e Johnny Hindmarsh.
All'inizio degli anni trenta, però, questo gran periodo ebbe improvvisamente fine, tanto che il gruppo rischiò di collassare. Fu così che nel 1932 la Rootes, marchio britannico nato nel 1919, acquistò il ramo britannico del gruppo STD, mentre il ramo francese fu acquistato dall'industriale italiano Antonio Lago. Nel Regno Unito la Rootes continuò la produzione della Talbot semplicemente rimarchiando le vetture già esistenti fino al 1938, quando fu fondato il Gruppo Sunbeam-Talbot, sempre appartenente alla Rootes. In Francia, invece, l'acquisizione da parte di Antonio Lago fu alla base della nascita del marchio Talbot-Lago, noto per le sue prestigiose e filanti vetture, tra cui la T120 del 1936 e la T150 SS Coupé del 1937.

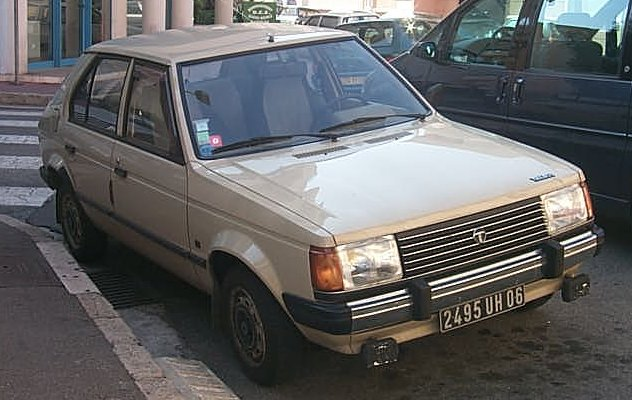
Uno dei modelli recenti più conosciuto in Italia, la Horizon

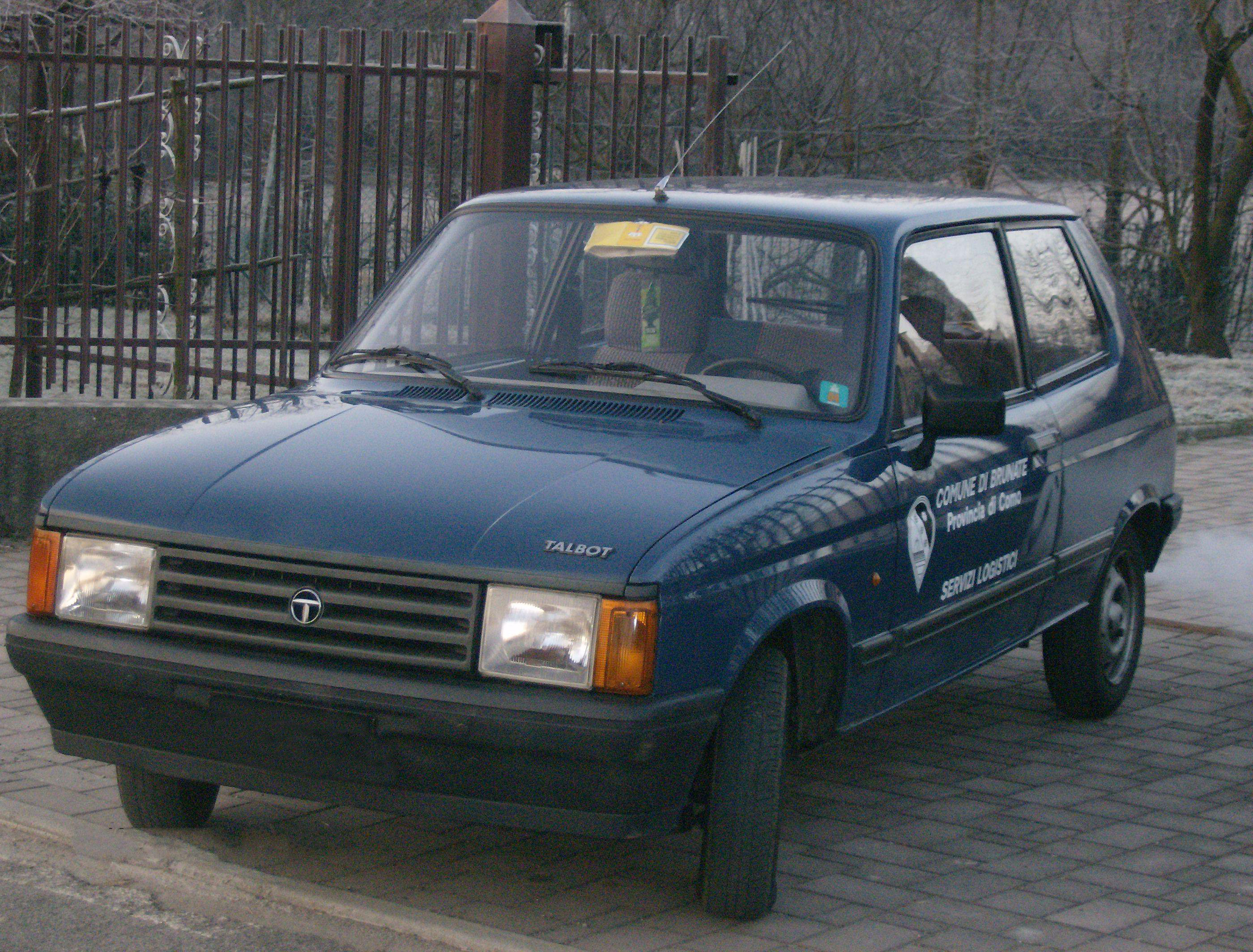
La Talbot Samba, ultima autovettura prodotta dalla Talbot

Dopo la seconda guerra mondiale la produzione in Francia riprese con il lancio della T26, utilizzata con successo anche alla 24 Ore di Le Mans del 1950. La Rootes, invece, dopo la guerra, estinse il marchio Talbot ma non quello della Sunbeam, che continuò quindi a produrre autovetture. Nel frattempo furono lanciati degli interessanti modelli della Hillman, altra casa britannica acquisita dalla Rootes già nei primi anni trenta. Tra questi è importante ricordare la Hillman Minx e la Hillman Imp. Inoltre, la Rootes si dedicò ad alcuni mercati in via di sviluppo come quelli del Medio e dell'Estremo Oriente. Nel 1958 la Talbot-Lago fu acquisita dalla SIMCA, altra nota casa automobilistica francese, e nel 1967 la statunitense Chrysler acquistò sia la Rootes che la Simca dando vita alla Chrysler Europa.
Sotto l'egida della Chrysler nacquero nuovi modelli storici del gruppo come la Hillman Avenger.
Il marchio Talbot non fu utilizzato ancora per diversi anni, mentre le Simca prodotte da quel momento furono rimarchiate Chrysler per il mercato britannico, ma dalla Avenger a passo corto nacque nel 1977 la Sunbeam, una vettura ancor più importante per le sorti della Talbot, della quale, oramai da 15 anni, non si sentiva più parlare. Nello stesso tempo la Simca avviò una collaborazione con la francese Matra per il progetto di una sportiva, da cui poi nascerà la Bagheera. Nel 1978 la Peugeot acquisì l'intera Chrysler Europa e con essa la Simca, la Rootes, la Sunbeam e la Talbot.
Il modello Sunbeam fu rimarchiato Talbot, cosicché l'antico marchio fu resuscitato, dando vita in questo modo alla famosa Talbot Sunbeam, da cui avrebbe avuto origine la sportiva versione Lotus, che sarebbe entrata nel cuore di molti appassionati per le sue prestazioni nei rally (vinse il titolo marche 1981). Nello stesso tempo anche tutto il resto della produzione ex Simca a partire dal 10 luglio 1979 fu rimarchiata Talbot, inclusi i modelli costruiti da qualche anno in collaborazione con la Matra, mettendo così fine a due storici marchi francesi. La produzione automobilistica della Talbot andò avanti fino al 1986, anno che vide l'uscita di scena della Samba, dopo di che la produzione della Talbot andò avanti fino al 1996 con il furgoncino Talbot Express. Fu l'ultima vettura prodotta dallo storico marchio.

## Vetture prodotte

### Talbot d'inizio Novecento
- 7/8 HP, 8/9 HP, 9/11 HP, 10/12 HP - 1905
- 12/16 HP - 1906
- 20/24 HP - 1906
- 25 HP - 1908
- 50 HP - 1910
- 10/23 HP - 1923
- 12-30 HP - 1924
- 14/45 HP - 1926
- 90 - 1930
- 105 - 1931

### Talbot-Rootes
- Ten - 1936
- 3 Litres - 1937

### Talbot-Lago

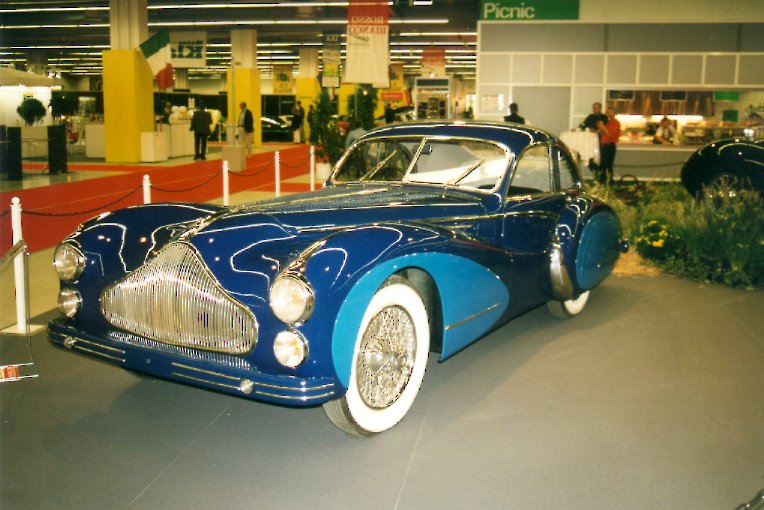
Talbot T150

- T120 Cabriolet - 1936
- T150 SS Coupé - 1937
- T150 SS Cabriolet -1937
- T26 Record - 1946
- T26 GSGrand Sport - 1948
- T14 LS Sport 2500 - 1955

### Talbot-Peugeot
- Talbot Sunbeam - 1979
- Talbot 1100 - 1980
- Talbot 1510 - 1980
- Talbot Horizon - 1979
- Talbot Solara - 1980
- Talbot Tagora - 1980
- Talbot Samba - 1982

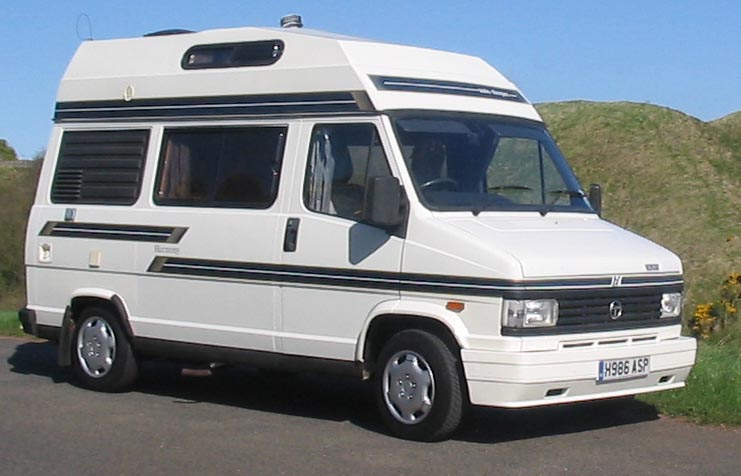
Talbot Express a fine anni 90

N.B.: alcuni di questi modelli erano già esistenti in precedenza con il marchio Simca, ma qui viene riportato solo l'anno di inizio commercializzazione con il marchio Talbot.

### Talbot-Matra

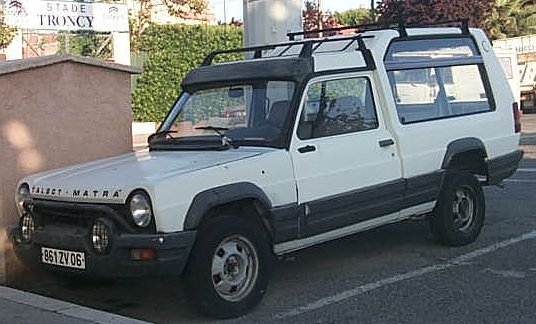
Talbot-Matra Ranch

- Talbot-Matra Murena - 1980
- Talbot-Matra Ranch - 1980

### Veicoli commerciali
- Talbot Express - 1996
- 1100 VF1, 1100 VF2, 1100 VF3 e 1100 Pick-Up- 1985